# Biografielijst Gw

## Gwa
- Jack Gwaltney (1960), Amerikaans acteur en filmproducent
- Tommy Gwaltney (1921-2003), Amerikaans jazz-klarinettist, -saxofonist en vibrafonist
- Bill Gwatney (1959-2008), Amerikaans politicus en zakenman
- Robert Gwaze (1982), schaker uit Zimbabwe

## Gwe
- Gwenllian ferch Llywelyn (1282-1337), dochter van Llywelyn ap Gruffydd, de laatste prins van een zelfstandig Wales
- Edmund Gwenn (1877-1959), Brits theater- en filmacteur
- Gwenwynwyn ab Owain (?-±1216), heerser van Midden-Wales

## Gwi
- Grzegorz Gwiazdowski (1974), Pools wielrenner
- Magdalena Gwizdoń (1979), Pools biatlete

## Gwo
- Gustaw Gwozdecki (1880-1935), Pools kunstschilder en beeldhouwer

## Gwy
- Nell Gwyn (1650-1687), Engels actrice
- Haydn Gwynne (1957-2023), Brits actrice